# Temporada 1987 del Campeonato de Galicia de Rally
La temporada 1987 fue la edición 9º del Campeonato de Galicia de Rally. Comenzó el 21 de febrero en el Critérium Arenal y terminó el 13 de diciembre en el Rally das Pontes.

## Calendario
| N.º | Fecha             | Rally                       | Resultados |
| --- | ----------------- | --------------------------- | ---------- |
| 1   | 21-22 de febrero  | 1.º Critérium Arenal        | Resultados |
| 2   | 29 de marzo       | 3.º Rally Botafumeiro       | Resultados |
| 3   | 19 de abril       | 4.º Rally de Noia           | Resultados |
| 4   | 2 de mayo         | 21.º Rally do Lacón         | Resultados |
| 5   | 12-14 de junio    | 20.º Rally de Ourense       | Resultados |
| 6   | 3-5 de julio      | 5.º Rally Ciudad de Cristal | Resultados |
| 7   | 8-9 de agosto     | 23.º Rally Rías Baixas      | Resultados |
| 8   | 5-6 de septiembre | 19.º Rally de Ferrol        | Resultados |
| 9   | 10-11 de octubre  | 9.º Rally San Froilán       | Resultados |
| 10  | 13 de diciembre   | 2.º Rally das Pontes        | Resultados |

## Clasificación
| Pos. | Piloto                         | 1 ARE | 2 BOT | 3 NOI | 4 LAC | 5 OUR | 6 CRI | 7 RBX | 8 FER | 9 SFR | 10 PON | Puntos |
| ---- | ------------------------------ | ----- | ----- | ----- | ----- | ----- | ----- | ----- | ----- | ----- | ------ | ------ |
| 1    | Carlos Piñeiro                 | 1     |       | 1     | 1     | 2     | 2     | Ret   |       | 4     | 1      |        |
| 2.   | Germán Castrillón              | 3     | 2     | 12    | 3     | Ret   | 3     | 5     | 1     | 7     | 2      |        |
| 3.   | Alfonso Pavón                  | 2     | 4     | 2     | Ret   | Ret   | 4     | 6     | 2     | Ret   | 3      |        |
| 4.   | Manuel Senra                   |       | 3     | 4     | 7     | 18    | 5     |       | 4     |       |        |        |
|      | Chema Rodríguez                | 4     | 8     | 5     | 9     |       |       | 13    | 6     |       |        |        |
|      | Juan Luis Álvarez Paradela     |       |       |       | 4     | 6     | 10    | 9     | 7     |       |        |        |
|      | José Mª Magdaleno              | 7     |       | 10    |       |       |       | Ret   |       |       |        |        |
|      | Jano Outeiriño                 | 5     | 11    |       |       | 10    |       | 18    |       |       |        |        |
|      | Antonio Trelles                |       |       | 8     | 8     | 9     | Ret   |       | 8     |       |        |        |
|      | Marc Etchebers                 |       | 1     |       |       | 1     |       |       |       |       |        |        |
|      | Jorge Pérez                    | 9     |       |       |       |       |       | 19    |       |       |        |        |
|      | Arturo Rial                    |       | 6     | 6     |       |       |       |       |       |       |        |        |
|      | José Luis Montero              |       | 5     |       |       | 14    |       |       | Ret   |       |        |        |
|      | Chano Carrera                  |       |       | 3     |       | Ret   |       | 7     |       |       |        |        |
|      | José Luis Vilanova             |       |       |       | 2     | Ret   |       |       | Ret   |       |        |        |
|      | Enrique Fernández López «Vila» |       |       |       | 5     | 5     |       | Ret   |       |       |        |        |
|      | Pedro Carreira                 | 6     |       | 7     |       |       |       |       |       |       |        |        |
|      | José Manuel Naval              | 8     | 9     |       |       | 17    |       |       |       |       |        |        |